# 斯巴达克同盟起义
斯巴达克同盟起义（德語：Spartakusaufstand）是1919年1月5日—12日在德国柏林发生的总罢工和随之发生的武装起义，是德国十一月革命的一部分。当时德国面临两条道路，一是社会民主，一是与布尔什维克在俄国建立的苏维埃类似的委员会共和国。此次內戰主要是在弗里德里希·艾伯特领导的温和的社会民主党与卡尔·李卜克内西和罗莎·卢森堡领导的激进的德国共产党之间展开的权力斗争。罗莎·卢森堡此前建立了斯巴达克同盟。起义很快失败，德国政府获胜。